# Szmul Potasznik

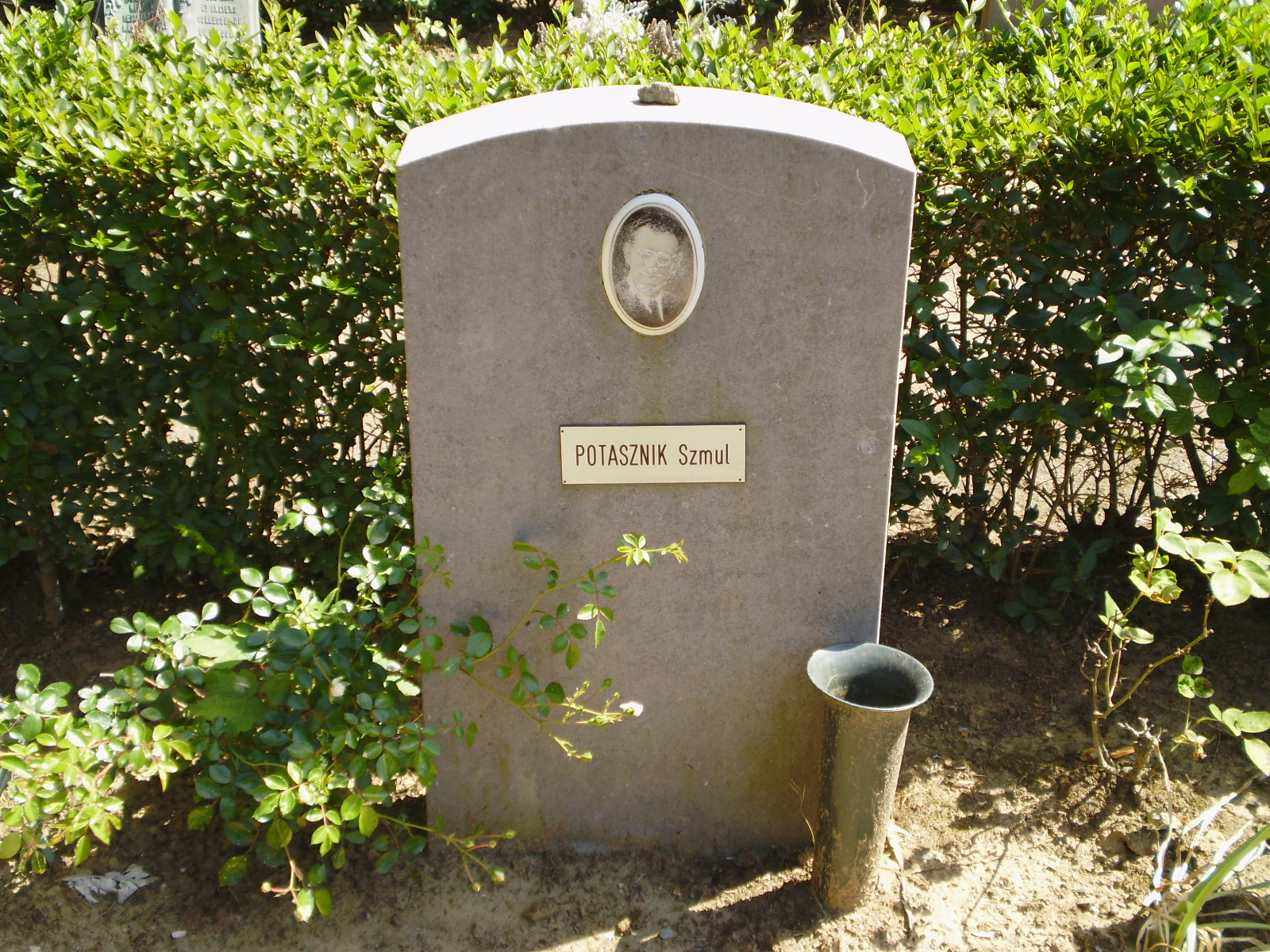
Ereperk der Gefusilleerden (Schaerbeek)

Szmul (Samuel) Potasznik (Kielce, 5 april 1909 - Schaarbeek, 9 september 1943) was een Belgisch verzetsstrijder van Poolse afkomst.
Samen met Hersz Sokol was Potasznik in de jaren 1930 een van de leiders van de vereniging voor Poolse marxisten aan de Université libre de Bruxelles. Tijdens de Tweede Wereldoorlog was hij actief in een joodse partizanengroep, die deel uitmaakte van het Belgisch leger der partizanen. Hij nam deel aan verschillende sabotageacties en de afpersing en executie van collaborateurs. Met het geld dat Potasznik, Maurice Rozencwajg en Wolf Weichman (joodse) collaborateurs afhandig maakten, financierden zij het verzet.
Er werd een prijs van 500.000 BEF op Potaszniks hoofd gezet. Op 16 februari 1943 werd hij, samen met Rozencwajg en Weichman, gearresteerd en opgesloten in Sint-Gillis. Aanvankelijk veroordeeld tot 10 jaar dwangarbeid, werd hij uiteindelijk ter dood veroordeeld en op 9 september 1943 geëxecuteerd op de Nationale Schietbaan. Hij werd er diezelfde dag begraven. Zijn graf bevindt zich in het Ereperk der Gefusilleerden (graf 78, rij 5).